# All-Star Game de la ABA 1970

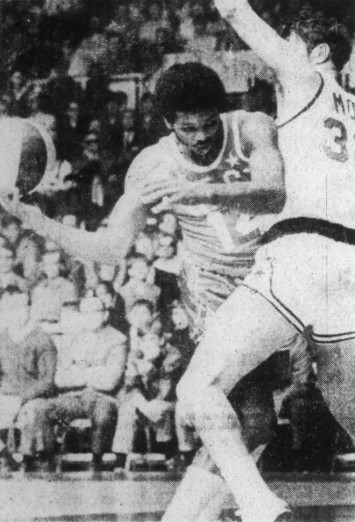
Juego de Estrellas ABA de 1970 el 24 de enero de 1970 en el Indiana State Fair Coliseum en Indianápolis, Indiana.

El tercer  All-Star Game de la ABA de la historia se disputó el día 24 de enero de 1970 en el Fairgrounds Coliseum de la ciudad de Indianápolis, Indiana. El equipo de la Conferencia Este estuvo dirigido por Slick Leonard, entrenador de Indiana Pacers y el de la Conferencia Oeste por Babe McCarthy, de New Orleans Buccaneers. La victoria correspondió al equipo del Oeste, por 128-98, siendo elegido MVP del All-Star Game de la ABA el ala-pívot de los Denver Rockets Spencer Haywood, que consiguió 23 puntos y 19 rebotes. El partido fue seguido en directo por 11.932 espectadores.

## Estadísticas

### Conferencia Oeste
| CONFERENCIA OESTE        |                        |           |           |           |           |           |           |           |           |
| Jugador                  | Equipo                 | MIN       | TCA       | TCI       | TLA       | TLI       | REB       | AST       | PTS       |
| Spencer Haywood          | Denver Rockets         | 39        | 10        | 19        | 3         | 4         | 19        | 2         | 23        |
| Larry Jones              | Denver Rockets         | 36        | 10        | 20        | 10        | 13        | 6         | 5         | 30        |
| Rick Barry               | Washington Caps        | 27        | 7         | 12        | 2         | 2         | 7         | 7         | 16        |
| Cincinnatus Powell       | Dallas Chaparrals      | 26        | 5         | 9         | 2         | 2         | 7         | 0         | 12        |
| Steve Jones              | New Orleans Buccaneers | 18        | 4         | 9         | 6         | 6         | 5         | 1         | 14        |
| John Beasley             | Dallas Chaparrals      | 18        | 5         | 7         | 0         | 0         | 8         | 0         | 11        |
| Warren Jabali            | Washington Caps        | 15        | 1         | 3         | 2         | 2         | 2         | 1         | 4         |
| Larry Brown              | Washington Caps        | 15        | 0         | 2         | 3         | 3         | 3         | 3         | 3         |
| Jimmy Jones              | New Orleans Buccaneers | 14        | 0         | 3         | 0         | 0         | 3         | 0         | 0         |
| Glen Combs               | Dallas Chaparrals      | 12        | 4         | 6         | 0         | 0         | 3         | 1         | 10        |
| Gerald Govan             | New Orleans Buccaneers | 11        | 1         | 2         | 0         | 1         | 4         | 0         | 2         |
| Lee Davis                | New Orleans Buccaneers | 9         | 1         | 3         | 1         | 1         | 2         | 0         | 3         |
| Red Robbins              | New Orleans Buccaneers | lesionado | lesionado | lesionado | lesionado | lesionado | lesionado | lesionado | lesionado |
| Total                    |                        | 240       | 48        | 95        | 29        | 33        | 69        | 20        | 128       |
| Entrenador Babe McCarthy | New Orleans Buccaneers |           |           |           |           |           |           |           |           |

MIN: Minutos. TCA: Tiros de campo anotados. TCI: Tiros de campo intentados. TLA: Tiros libres anotados. TLI: Tiros libres intentados. REB: Rebotes. AST: Asistencias. PTS: Puntos

### Conferencia Este
| CONFERENCIA ESTE         |                   |     |     |     |     |     |     |     |     |
| Jugador                  | Equipo            | MIN | TCA | TCI | TLA | TLI | REB | AST | PTS |
| Bob Netolicky            | Indiana Pacers    | 33  | 7   | 18  | 1   | 4   | 8   | 2   | 15  |
| Roger Brown              | Indiana Pacers    | 28  | 5   | 10  | 5   | 6   | 6   | 2   | 15  |
| Louie Dampier            | Kentucky Colonels | 26  | 7   | 16  | 2   | 3   | 3   | 1   | 17  |
| Mel Daniels              | Indiana Pacers    | 26  | 6   | 14  | 1   | 3   | 12  | 1   | 13  |
| Doug Moe                 | Carolina Cougars  | 26  | 0   | 5   | 2   | 3   | 8   | 6   | 2   |
| Donnie Freeman           | Miami Floridians  | 24  | 4   | 16  | 2   | 3   | 4   | 5   | 10  |
| Bob Verga                | Carolina Cougars  | 16  | 6   | 14  | 1   | 2   | 5   | 2   | 14  |
| Levern Tart              | New York Nets     | 13  | 1   | 8   | 0   | 0   | 3   | 1   | 3   |
| Gene Moore               | Kentucky Colonels | 12  | 2   | 6   | 0   | 0   | 4   | 0   | 4   |
| Darel Carrier            | Kentucky Colonels | 10  | 0   | 4   | 2   | 3   | 1   | 0   | 2   |
| Freddie Lewis            | Indiana Pacers    | 9   | 0   | 5   | 1   | 0   | 6   | 1   | 1   |
| Charles Williams         | Pittsburgh Pipers | 7   | 1   | 5   | 0   | 0   | 0   | 1   | 2   |
| Total                    |                   | 240 | 39  | 121 | 17  | 29  | 60  | 22  | 98  |
| Entrenador Slick Leonard | Indiana Pacers    |     |     |     |     |     |     |     |     |

MIN: Minutos. TCA: Tiros de campo anotados. TCI: Tiros de campo intentados. TLA: Tiros libres anotados. TLI: Tiros libres intentados. REB: Rebotes. AST: Asistencias. PTS: Puntos